# The Indian Maiden's Lesson
The Indian Maiden's Lesson è un cortometraggio muto del 1911 sceneggiato, diretto, prodotto e interpretato da Gilbert M. 'Broncho Billy' Anderson. Fu l'esordio cinematografico per Ann Little, un'attrice che fino a quel momento, aveva lavorato in teatro e che si sarebbe poi specializzata soprattutto nel genere western.

## Produzione
Il film fu prodotto dalla Essanay Film Manufacturing Company. Venne girato a Redlands, in California.

## Distribuzione
Distribuito dalla General Film Company, il film uscì nelle sale cinematografiche USA il 22 aprile 1911.